# Тотальная слежка (фильм)
«Тотальная слежка» (фр. La Totale!) — кинофильм, комедийный боевик режиссёра Клода Зиди. На его основе был снят американский ремейк «Правдивая ложь». Кинематографический дебют Фредерика Дифенталя.

## Сюжет
Элен Вуазен уверена, что её муж Франсуа — скромный госслужащий; за 18 лет совместной жизни она так и не догадалась, что он выполняет сверхсложные задания правительства. Сам Франсуа, будучи спецагентом, в свою очередь, не замечает происходящее в его семье: сын уже месяц не ходит в школу, а у жены Элен появился ухажёр (в поисках приключений она связывается с проходимцем Симоном, выдающим себя за крутого спецагента). Франсуа, используя служебное положение в личных целях, начинает следить за своей семьёй. Решив окончательно прояснить, какие отношения связывают Элен и Симона, Франсуа устраивает свидание вслепую со своей женой в конспиративном номере отеля.
Франсуа и его контора разрабатывали дело международного террориста Саркиса. Именно в тот момент, когда Франсуа и Элен встретились в отеле, туда проникли люди Саркиса и выкрали обоих супругов. Оказавшись в плену, Франсуа вынужден раскрыть свою легенду. Поначалу супруги думали, что их увезли куда-то очень далеко, но выясняется, что они даже не покинули Париж. Им удаётся освободиться из плена и предотвратить теракт на стадионе.
В финале фильма Элен тоже становится агентом и в паре с Франсуа выходит на преступника, которым оказывается всё тот же мошенник Симон.

## В ролях
- Тьерри Лермитт — Франсуа Вуазен
- Миу-Миу — Элен Вуазен
- Эдди Митчелл — Альберт «Эйнштейн»
- Мишель Боужена — Симон/Марсел
- Жан Бенгиги — Саркис
- Анник Алан — Паскалин
- Франсуа Хаджи-Лазаро — Браке
- Ян Эпстайн — Измир
- Сагамор Стевенен — Жульен
- Ален Штерн — Филипп
- Клодин Вильде — Ванесса
- Фредерик Дифенталь — бандит

## Ремейк
В 1994 Джеймс Камерон снял ремейк фильма Зиди — «Правдивая ложь». По соглашению между Джеймсом Камероном и Клодом Зиди, последний получил в качестве отступных за права на сценарий $15 000 000.
В ремейке хорошо прослеживается разница в подходе к европейскому и американскому кино. В картине Зиди акцент больше делается на актёрскую игру, обыгрывание социальных стереотипов французской семьи из среднего класса, игру слов. Герои так и не покидают пределов Парижа, и «арабская составляющая» заканчивается посещением соответствующего квартала в пригороде столицы Франции. Картина была ориентирована на местный рынок и дала хорошие сборы. Голливудская же лента, имея существенно больший бюджет, основное внимание уделяет элементам боевика и спецэффектам. Фильм также дополнен пародийной отсылкой к образу Джеймса Бонда, а терроризм приобретает уже международный масштаб. По мнению критиков, эти моменты делают схожий по сюжету фильм Камерона ориентированным именно на англоязычный рынок.
C 2001 по 2004 год продолжалось судебное разбирательство по иску французского сценариста Люсьена Ламбера к Зиди с обвинением в плагиате на сценарий «Эмиль», написанный Ламбером в 1982 году. Суд удовлетворил иск Ламбера, и Зиди выплатил ему компенсацию, сумма которой не раскрывается.
В марте 2023 года   вышел сериал главные роли сыграли  Стив Хоуи, Джинджер Гонзага который был закрыт после первого сезона.